# Irina Michajlova
Irina Michajlova (geboortenaam: Crasnoscioc) (Kisjinev, 13 augustus 1981) is een professioneel basketbalspeelster van Moldavische afkomst die uitkwam voor het nationaal team van Moldavië.

## Carrière
Michajlova begon met basketbal bij Baltiejskaja Zvezda Sint-Petersburg in 2004. In 2005 stapte ze over naar Dinamo Koersk. Begin 2008 ging Michajlova naar TIM-SKOEF Kiev. Eind 2008 ging ze naar CSM Târgoviște. In 2009 ging ze naar Hongarije om te spelen voor ZTE Zala Volan. In 2010 ging ze naar Italië om te spelen voor Pallacanestro Pozzuoli en in 2011 voor GEAS Basket. In 2012 keerde terug naar ZTE NKK. In 2013 verhuisde ze naar Frankrijk, waar ze speelde voor ASPTT Arras en in 2015 voor Dunkerque-Malo. Sinds 2016 speelde ze voor Vilnius Svaja in Litouwen.
Michajlova speelde met Moldavië op het Europees kampioenschap basketbal vrouwen 1997. Ze behaalde een zevende plaats.